# Salix vulcani
Salix vulcani är en videväxtart som beskrevs av Takenoshin Nakai. Salix vulcani ingår i släktet viden, och familjen videväxter. Inga underarter finns listade i Catalogue of Life.